# Calliuncus odoratus
Calliuncus odoratus is een hooiwagen uit de familie Triaenonychidae. De wetenschappelijke naam van Calliuncus odoratus gaat terug op Hickman.